# Heidelberg United Warriors Sport Club
Maillots
Le Heidelberg United Warriors Sport Club est un club australien de football basé à Melbourne.

## Historique
- 1958 : Alexander SC
- 1971 : Fitzroy United Alexander
- 1977 : Heidelberg United SC
- 1977 : 1er saison en 1re division : (saison : 1976/77)
- 2004 : Heidelberg United Warriors SC

## Palmarès
- Coupe d'Australie de football (1)
  - Champion : 1993
  - Finaliste : 1980, 1982, 1983, 1995